# Hicham El Amrani
Hicham El Amrani, né le 25 novembre 1985 à Casablanca, est un footballeur marocain. Il évolue au poste de défenseur.

## Carrière
- 2002-2006 :  Rachad Bernoussi
- 2006-2007 :  KAC Marrakech
- 2007-2009 :  Raja Casablanca
- 2009-2011 :  MA Tétouan
- 2011-2015 :  Wydad Casablanca
- 2015-2016 :  FAR Rabat[1]

## Palmarès
- Champion du Maroc en 2009 avec le Raja Casablanca
- Champion du Maroc en 2015 avec le Wydad Casablanca